# 10,4 × 20 mm R
Die Patrone 10,4 × 20 mm R (auch 10,35 mm Glisenti oder 10,4 mm italienische Ordonnanz (10,40 Ord. It.)) wurde für den italienischen Glisenti-Armeerevolver Modell 1874 entwickelt und auch im Nachfolgemodell, dem Bodeo-Armeerevolver Modell 1889 verwendet.
Die Patrone war eine Schwarzpulverpatrone mit einem 11,66 g schweren Bleigeschoss, das eine Mündungsgeschwindigkeit von 240 m/s und eine Energie von rund 340 Joule erreichte. Später wurde ein Vollmantelgeschoss verwendet, für das die Hülse gekürzt wurde, um die Gesamtlänge der Patrone beizubehalten. Die Bezeichnung 10,4 × 20,2 mm R wurde dennoch beibehalten. Die Produktion der Patrone hielt bei Fiocchi mindestens bis 1960 an.
In der Schweiz wurde eine nah verwandte Variante als Ordonnanz Revolverpatrone 1878 (auch bekannt als „10,4 mm central Suisse“) eingeführt und für den Schweizer Ordonnanzrevolver 1878 genutzt.

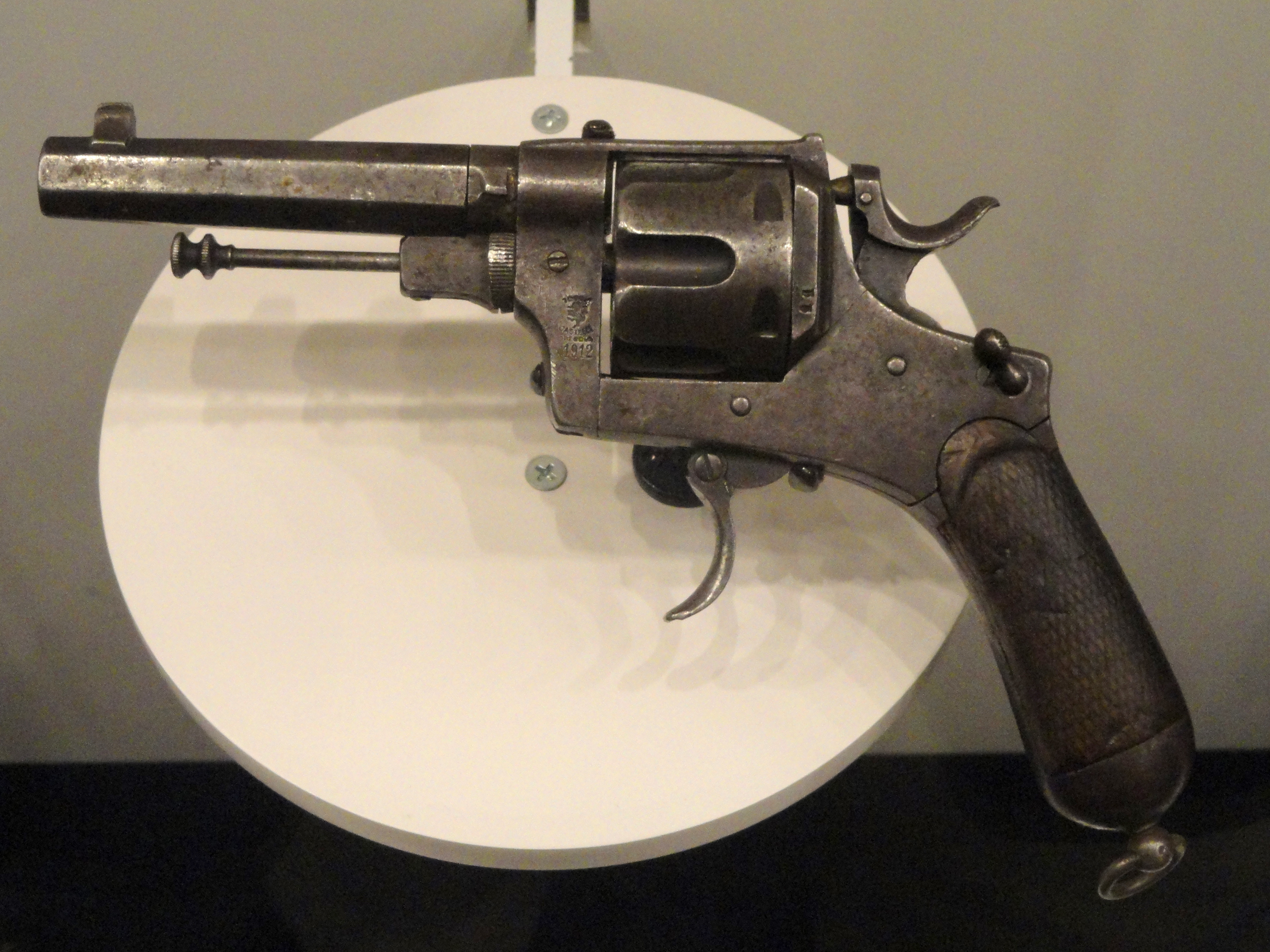
Kaliber 10,4 × 20 mm R, Bodeo Modell 1889
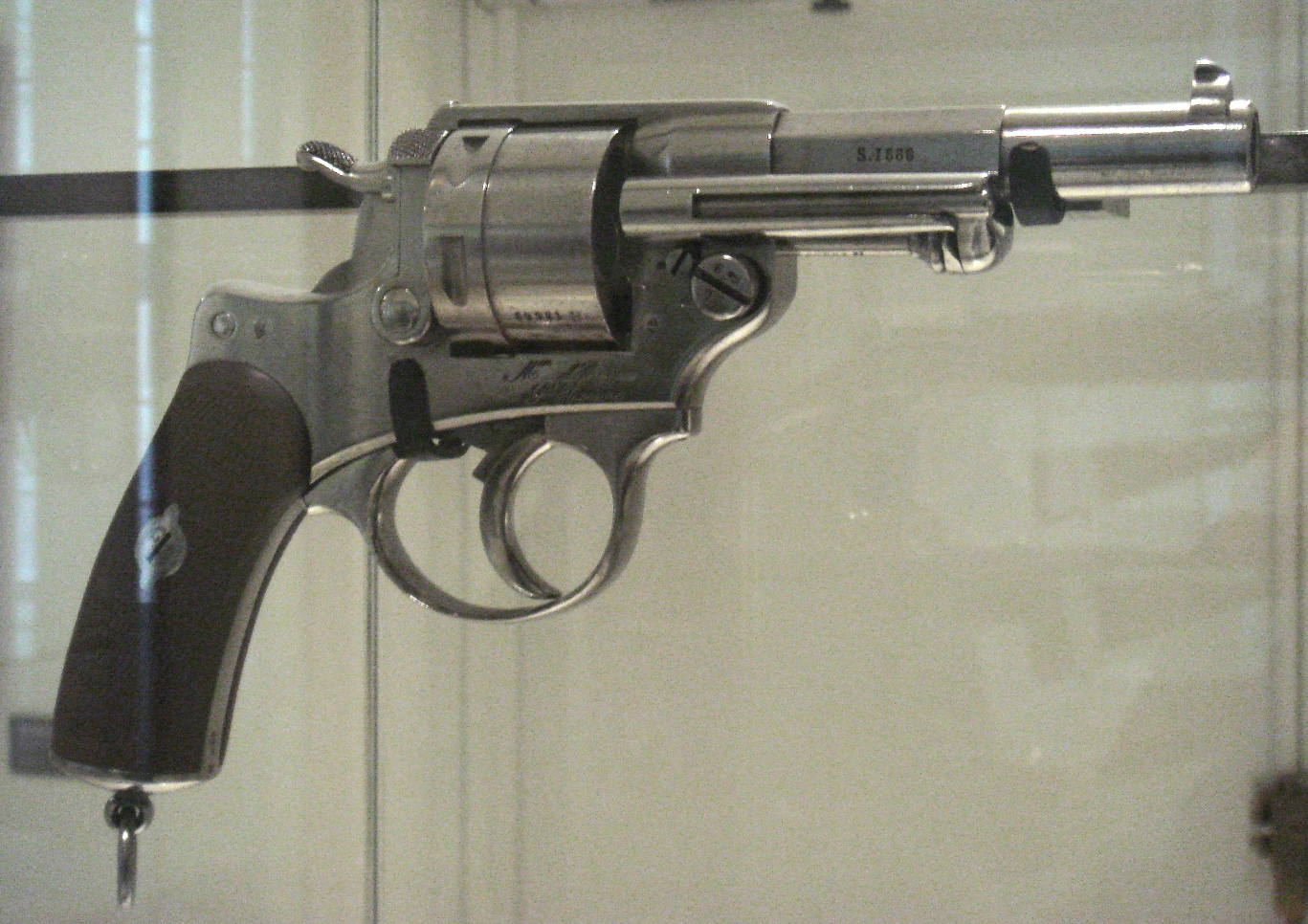
Kaliber 10,4 × 20 mm R, Chamelot Delvigne Modell 1873
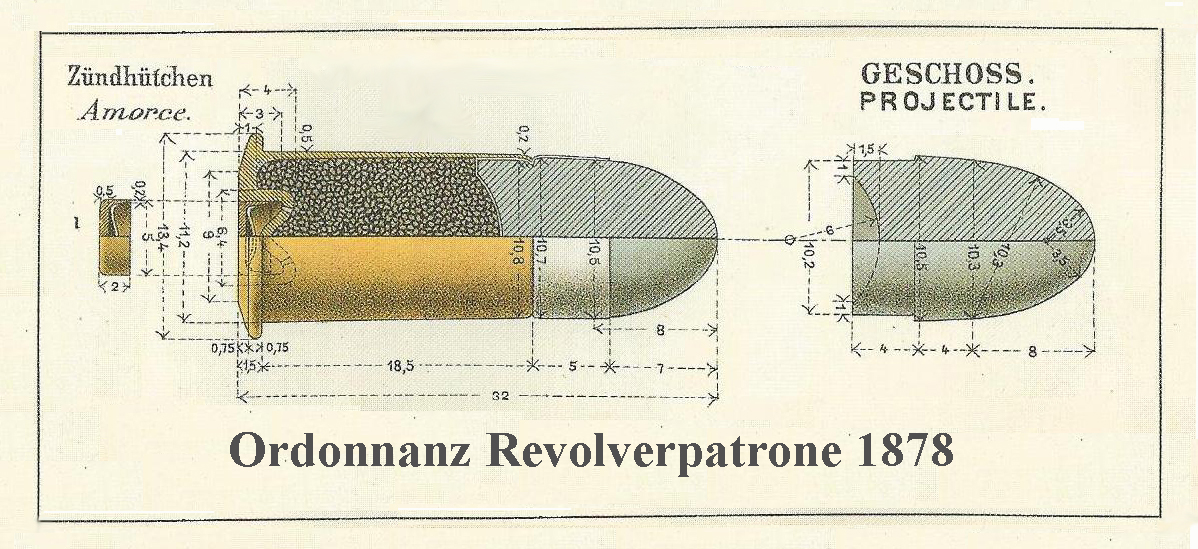
„10,4 mm central Suisse“